# Tatra V 570

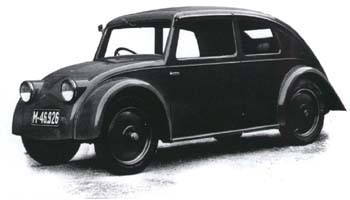
Прототип з кузовом седан. 1931

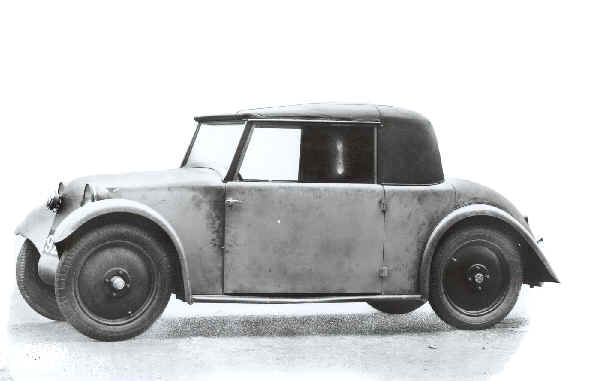
Прототип з кузовом кабріолет. 1933

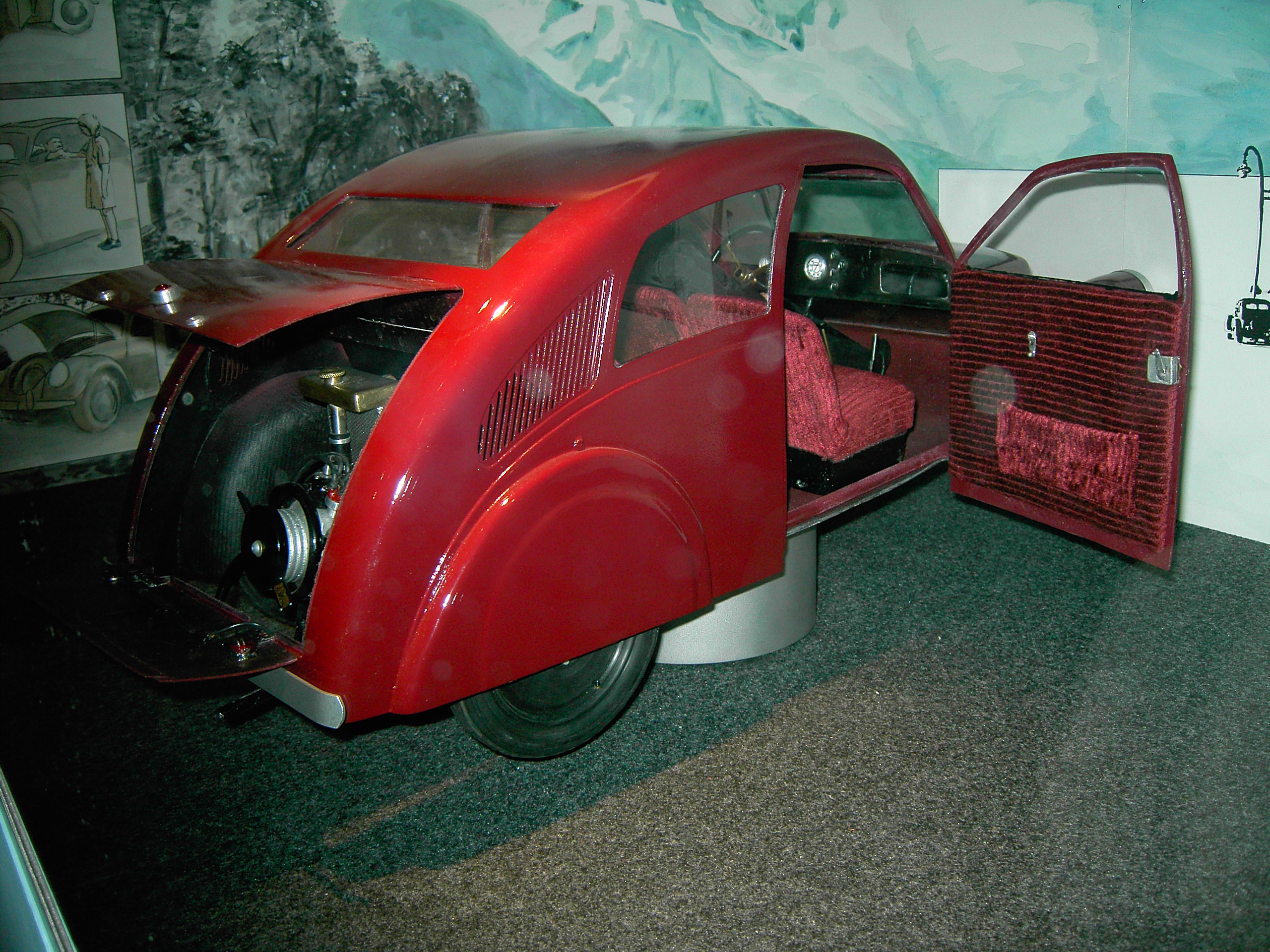
Прототип VW Порше Тип 12 (виробництво Zündapp). 1932

Tatra V 570 — задньомоторний задньопривідний прототип малолітражного авто чехословацької фірми Tatra з міста Копрівніце (нім. Nesselsdorf). На основі його компонувальної схеми були збудовані моделі Tatra 77, Tatra 87, Tatra 97.

## Історія
Компанія Tatra бажала випустити нову модифікацію автомобілів на заміну моделі Tatra 12. Ганс Ледвінка, Еріх Убелакер спроектували два прототипи авто з кузовами седан з обтічною формою (1931) і кабріолет (1933). Авто отримали двоциліндровий опозитний мотор повітряного охолодження об'ємом 854 см³ у задній частині. Привід на задні колеса йшов через багатодискове зчеплення, 4-ступінчасту коробку передач з ручкою перемикання на підлозі салону. Авто розвивало швидкість 75 км/год. Передня і задня підвіски мали поперечні ресори. Механічне гальмо мало привід на всі колеса.
Форма кузова прототипу Tatra 570 V, розміщений ззаду опозитний мотор з повітряним охолодженням дещо схожі з конструкцією Volkswagen «Жук». Після огляду на виставці авто Tatra схожої компоновки Адольф Гітлер мав сказати, що це «машина мрії для німецьких автобанів». Вважають, що Фердинанд Порше задля прискорення роботи над німецьким народним автомобілем запозичив деякі технічні рішення Tatra 570 V. У книзі «Автомобільні війни» йдеться, що Порше начебто визнавав, що він «підглядав» за роботою Ледвінки. Tatra подала до суду, але після анексії Чехословаччини справу закрили, як і виробництво Т97. Після війни позов відновили і 1961 «Volkswagen» виплатив компенсацію у 3.000.000 марок за порушення патентних прав на конструкцію мотору, дизайн авто.